# Közösség elleni uszítás
A közösség elleni uszítás (korábban közösség elleni izgatás) a köznyugalom elleni bűncselekmények kategóriájába tartozik, e cselekmény büntetendővé nyilvánításának célja az előítéletektől mentes közhangulathoz fűződő társadalmi érdek fenntartása. A közösség elleni uszítás valójában visszaélés a véleménynyilvánítás szabadságával, az erőszak érzelmi előkészítése.

## A magyar szabályozás
Btk. 332. §-a szerint:
Aki nagy nyilvánosság előtt
a) a magyar nemzet ellen,
b) valamely nemzeti, etnikai, faji, vallási csoport, illetve annak tagja ellen, vagy
c) a lakosság egyes csoportjai, illetve azok tagjai ellen – különösen fogyatékosságra, nemi identitásra, szexuális irányultságra tekintettel – erőszakra vagy gyűlöletre uszít, bűntett miatt három évig terjedő szabadságvesztéssel büntetendő.

### Az elkövetési magatartás
Az elkövetési magatartás az erőszakra vagy a gyűlöletre uszítás. A magyar ítélkezési gyakorlat szerint az uszítás olyan gyűlölet felkeltésére irányul, amely aktív tevékenységbe megy át. A gyűlöletre uszító másokat aktív, tevékeny gyűlöletre ingerel. Az uszító a szenvedélyeket olyan nagy mértékben feltüzeli, amely gyűlölet kiváltására és a rend-béke megzavarásához vezet.

### Az elkövetés helye
A cselekményt nagy nyilvánosság előtt kell elkövetni, a bírói gyakorlat szerint ez akkor valósul meg, ha az elkövetés helyén nagyobb létszámú csoportosulás van jelen, vagy megvan a reális lehetőség arra, hogy nagy létszámú ember tudomást szerezzen a cselekményről. Nagyobb létszámú a jelenlévők száma, ha egyszeri ránézéssel nem határozható meg, hogy mennyien tartózkodnak a helyszínen.